# 회천중학교
회천중학교(檜泉中學校)는 대한민국 경기도 양주시 고암동에 있는 공립 중학교이다.

## 학교 연혁
- 2005년 12월 26일 : 회천중학교 설립 인가
- 2006년 3월 1일 : 회천중학교 개교
- 2006년 3월 1일 : 6학급 인가 (231명)
- 2006년 3월 1일 : 초대 신현우 교장 취임
- 2010년 3월 1일 : 23학급 인가 (877명)
- 2015년 2월 10일 : 제7회 졸업식 (총 졸업생수 1,902명)
- 2023년 9월 1일 : 제9대 강신필 교장 취임

## 참고 자료
- 회천중학교 - 한국교육학술정보원 학교알리미